# Nezdice na Šumavě
Nezdice na Šumavě (do 31. prosince 1991 Nezdice, německy Nezditz, v letech 1939–1945 Nestitz) je obec v okrese Klatovy v Plzeňském kraji. Žije zde 335 obyvatel.

## Název
Název vznikl zřejmě podle původních nezděných domků.

## Historie

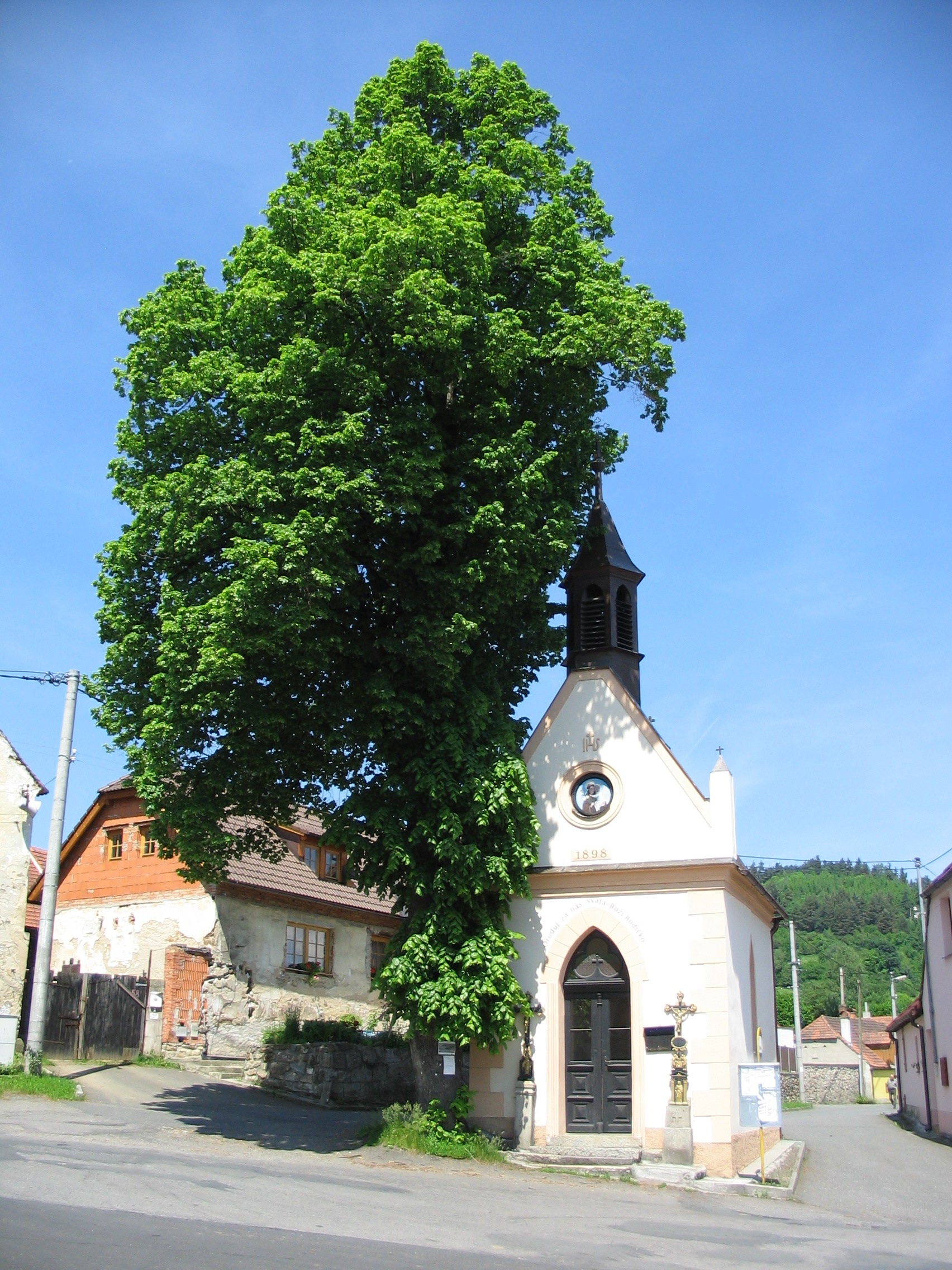
Kaple na návsi

První písemná zmínka o obci pochází z roku 1396.

## Přírodní poměry
Obec se nachází pod vrcholem Ždánova na rozhraní Šumavy a Šumavského podhůří, a její katastrální území proto dosahuje velkých relativních výškových rozdílů: od asi 600 m n. m. do 1 067 m n. m. Část obce leží v přírodním parku Kašperská vrchovina.
Asi 700 m severně od středu obce se nachází opuštěný lom, ve kterém se těžil mramor. Kromě něj se v lomu setkávají výchozy biotitické ruly, lamprofyru a pegmatitu.

## Obyvatelstvo
| Rok            | 1869  | 1880  | 1890  | 1900  | 1910  | 1921  | 1930  | 1950  | 1961  | 1970 | 1980 | 1991 | 2001 | 2011 | 2021 |
| -------------- | ----- | ----- | ----- | ----- | ----- | ----- | ----- | ----- | ----- | ---- | ---- | ---- | ---- | ---- | ---- |
| Počet obyvatel | 1 778 | 1 930 | 2 056 | 2 036 | 2 075 | 2 083 | 1 907 | 1 074 | 1 036 | 871  | 641  | 498  | 393  | 296  | 323  |
| Počet domů     | 190   | 217   | 217   | 227   | 251   | 273   | 310   | 317   | 294   | 270  | 243  | 289  | 304  | 311  | 315  |

## Obecní správa

### Části obce
- Nezdice na Šumavě
- Ostružno
- Pohorsko
- Ždánov

## Pamětihodnosti a zajímavosti
- Rychta čp. 1 naproti obecnímu úřadu
- Dům čp. 14
- Kaple na návsi, pocházející z roku 1898[9]
- Přírodní památka Pohorsko
- Památné stromy:
  - Buk na Ždánově
  - Skupina javorů Ždánov
  - Ždánovská lípa

## Sport a turistika
Na severním svahu Ždánova se nachází skiareál s lyžařským vlekem. Okolo hory vedou také běžecké tratě, které ji spojují s Kašperskými Horami a lyžařskými areály na Javorníku a na Zadově.

## Osobnosti
- Čeněk Král (1920–1942), palubní střelec 311. československé bombardovací perutě RAF
- Karel Václav Petřík (1885–1957), československý generál